# Spitzentuch-Quadrille
Spitzentuch-Quadrille, op. 392, är en kadrilj av Johann Strauss den yngre. Den framfördes första gången den 23 januari 1879 i Stora konsertsalen i Musikverein i Wien.

## Historia
Den 1 oktober 1880 hade Johann Strauss operett Das Spitzentuch der Königin premiär på Theater an der Wien. Texten byggde på en pjäs av Heinrich Bohrmann, Cervantes, från 1879. Bohrmann skrev ursprungligen libretto till Franz von Suppé men då denne avböjde gick anbudet till Strauss. Operetten fick god kritik men Strauss tvivlade på att den skulle bli långvarig på repertoaren. Detta hindrade inte teateragenten Gustav Levy som snabbt lyckades få upp operetten i Berlin, Graz, Hamburg, Hannover, Lemberg, Budapest, Prag, München och Trieste. I Wien dirigerade Strauss själv vid en välgörenhetskonsert den 20 oktober och avreste därpå iväg i fyra veckor för att övervara premiärerna i Berlin och Hamburg.
Från operetten arrangerade Strauss sju separata orkesterverk och ett av dessa var kadriljen Spitzentuch-Quadrille. Han delade upp kören (Nr. 18) i akt III i två delar: öppningen (Tempo di Marcia) "Singt dem König Heil" använde han till kadriljens inledning och till finalen tog han körens andra del "Eilt in buntem Gedräng". Brodern Eduard Strauss framförde kadriljen vid en av sina söndagskonserter i Musikverein den 23 januari 1879.

## Om kadriljen
Speltiden är ca 5 minuter och 52 sekunder plus minus några sekunder beroende på dirigentens musikaliska tolkning.
Kadriljen var ett av sju verk där Strauss återanvände musik från operetten Das Spitzentuch der Königin:
- Rosen aus dem Süden, Vals, Opus 388
- Burschenwanderung, Polka-francaise, Opus 389
- Gavotte der Königin, Opus 391
- Spitzentuch-Quadrille, Kadrilj, Opus 392
- Stürmisch in Lieb' und Tanz , Polka-Schnell, Opus 393
- Liebchen schwing Dich, Polkamazurka, Opus 394
- Matador-Marsch, Marsch, Opus 406

## Weblänkar
- Spitzentuch-Quadrille i Naxos-utgåvan.